# Платт (річка)
Річка Платт (англ. The Platte River; [plæt]) — одна з основних річок США. Розташована вона в штаті Небраска. Її довжина становить близько 310 миль (500 км), а якщо вимірювати до найвіддаленішого джерела через її притоку, річку Норт-Платт, загальна протяжність перевищує 1,050 миль (близько 1,690 км). Річка Платт є притокою річки Міссурі, яка, у свою чергу, є притокою річки Міссісіпі, що впадає в Мексиканську затоку. Платт практично на свій своїй довжині виглядає як широка, мілководна, звивиста річка з піщаним дном і численними островами, утворюючи так званий «плетений струмок».
Річка Платт є однією з найзначніших систем приток у вододілі Міссурі, охоплюючи велику частину центральних Великих рівнин Небраски та східних Скелястих гір Колорадо і Вайомінгу. Долина річки відіграла важливу роль у континентальній експансії США, слугуючи шляхом для декількох основних емігрантських маршрутів, включаючи Орегонський, Каліфорнійський, Мормонський і Бозменський шляхи. Першими європейцями, які побачили річку Платт, були французькі дослідники та хутрові мисливці приблизно в 1714 році. Вони спочатку назвали її «Небраск'єр» (Nebraska), що є транслітерацією назви, наданої народом Ото, що означає «плоска вода». Цей вислів дуже близький до французьких слів «rivière platte» («плоска річка»), що, ймовірно, стало основою назви річки Платт.

## Фізична географія

### Витоки
Річка Платт формується на заході Небраски, на схід від міста Норт-Платт, внаслідок злиття річок Норт-Платт і Саут-Платт, обидві з яких утворилися внаслідок танення снігу у східних Скелястих горах, на схід від континентального вододілу.
У центральній частині північного Колорадо розташована долина Північного Парку, оточена горами висотою 12,000 футів (близько 3,700 м); саме тут бере початок річка Норт-Платт. Її витоки охоплюють всю територію округу Джексон, межі якого проходять по континентальному вододілу на заході та півдні, а також гірським пікам на сході — на півночі межа проходить через штат Вайомінг. Найближче місто в Колорадо — Волден, адміністративний центр округу. Важкі гори континентального вододілу, що оточують округ Джексон, мають принаймні дванадцять вершин висотою понад 11,000 футів (близько 3,400 м). З округу Джексон річка Норт-Платт тече на північ приблизно 200 миль (320 км) через Національний ліс Рутт і Північний Парк до місця, де зараз знаходиться Уолден, а потім до Каспера, Вайомінг. Незабаром після проходження Каспера річка Норт-Платт змінює напрямок на південний схід і тече ще приблизно 350 миль (560 км) до міста Норт-Платт, Небраска. У Колорадо і Вайомінгу річка Норт-Платт вужча і має значно швидший потік, ніж у Небрасці, де вона перетворюється на повільну, мілководну плетену річку.

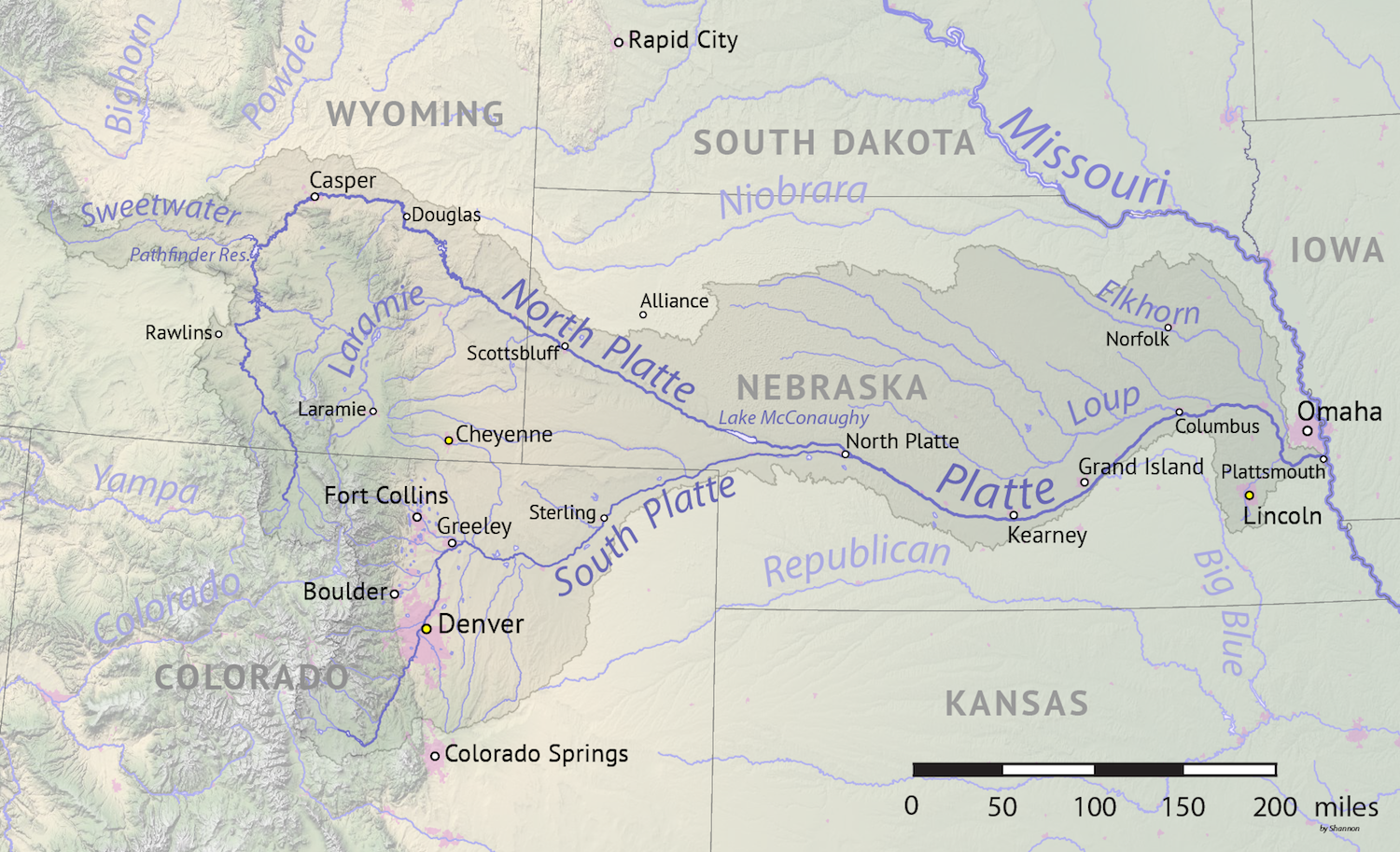
Водозбір річки Платт з притоками

Річку Норт-Платт приблизно вісім разів перекривали дамбою для зберігання води та зрошення у Вайомінгу та Небрасці (на шляху до злиття з річкою Саут-Платт). Верхня частина річки в штатах Колорадо та Вайомінг популярна для активного відпочинку, рафтингу, а також для на́хлисту райдужної та струмкової форелі, лосося Кларка та інших спортивних риб. На заході Небраски береги та дно річки Норт-Платт утворюють зелений оазис серед напівпосушливого регіону Північної Америки. Сьогодні, коли Норт-Платт досягає Пакстона, штат Небраска, вона значно меншає через величезні обсяги води, що забираються з неї для зрошення. Проте історично річка Норт-Платт була до милі завширшки (1,6 км) у багатьох місцях, про що свідчать старе русло та історичні письмові записи. 
Водозбір річки Саут-Платт охоплює приблизно 28,000 квадратних миль (73,000 км²) у північному сході штату Колорадо, частинах південно-східного Вайомінгу поблизу міста Шайєнн і невелику ділянку на південно-західному краю Небраски. Річка Саут-Платт дренує велику частину гірського масиву Фронт-Рейндж (Передній хребет), розташованого на схід від континентального вододілу. Сама річка Саут-Платт утворюється в окрузі Парк, Колорадо, що розташований на південний захід від Денвера, у басейні трав'янистих рівнин Південного Парку та у горах на сході самого континентального вододілу. Вона формується внаслідок злиття річок Південний Форк Саут-Платт і Середній Форк Саут-Платт, приблизно за 15 миль (24 км) на південний схід від Ферплея, Колорадо. Після злиття Південного та Середнього Форків річка Саут-Платт тече на південний схід, поки не виходить з резервуару Елевенмайл, де вона повертає майже на 90 градусів, оминаючи західний бік Пайкс-Пік, а потім тече на північний схід близько 100 миль (160 км) через Денвер до Грілі, Колорадо. Від Грілі Саут-Платт повертає на схід і продовжує свій шлях приблизно 200 миль (320 км) до злиття з річкою Норт-Платт поблизу міста Норт-Платт, Небраска.

### Головне русло

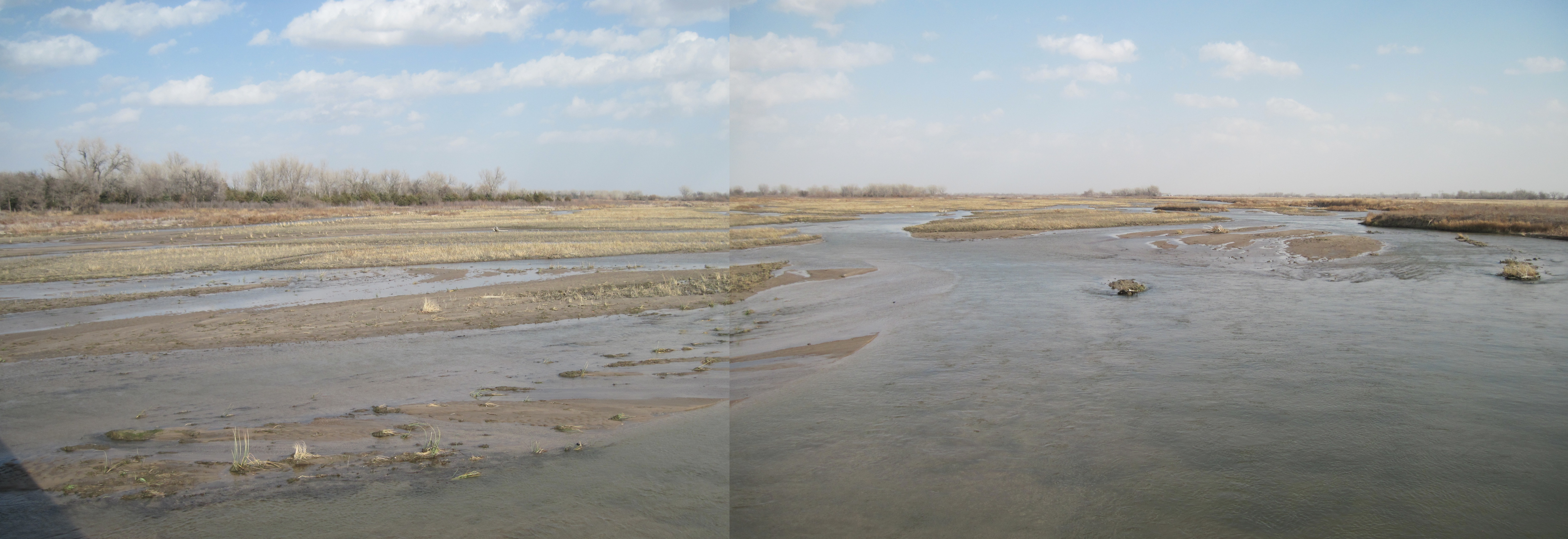
Річка Платт в центральній Небрасці

Після злиття річок Норт-Платт і Саут-Платт утворюється сама річка Платт, яка на більшій частині свого шляху є піщаною, широкою, мілководною та розгалуженою. Багато мілководних проток і островів, а також піщані коси, що постійно змінювалися, ускладнювали навігацію; вона ніколи не використовувалася як основний водний транспортний шлях. Платт тече по великій дузі: спершу на схід-південний схід до району Форт Керні, а потім на схід-північний схід, перетинаючи Небраску на південь від Гранд-Айленду та досягаючи Колумбуса. Приблизно за 2 милі (3 км) на південний схід від Колумбуса до Платт приєднується річка Луп, яка тече з півночі і має довжину близько 70 миль (110 км). Від Колумбуса річка Платт прямує майже строго на схід, долаючи близько 50 миль (80 км), проходячи повз Норт-Бенд і прямуючи до Фрімонта.
Біля міста Фрімонт річка Платт робить різкий поворот на південь, а потім на схід, огинаючи територію Омахи у формі великої літери «L». Від Фрімонта Платт тече на південний схід приблизно 10 миль (16 км) до району Ватерлоо, Небраска, розташованого за 20 миль (32 км) на захід від Омахи. Біля Ватерлоо річка робить ще один поворот і прямує майже строго на південь на відстань близько 10 миль (16 км). Приблизно за 30 миль (48 км) на схід-південний схід від Ватерлоо, за 30 миль (48 км) від місця злиття Платт з річкою Міссурі, до неї з півночі приєднується річка Елкхорн. Річка Елкгорн, яка має довжину 290 миль (470 км), бере початок у східних піщаних дюнах Небраски і є однією з найбільших приток Платт. Елкхорн зливається з Платт на її південному шляху, на південний захід від Омахи, приблизно за 1 милю (2 км) на південь і 3 милі (5 км) на захід від Гретни. Переселенці, які вирушали з районів біля Омахи (заснованого в 1854 році) або Консіл-Блафса, Айова (заснованого у 1846 році), користувалися Мормонською стежкою на північ від Платт і переправлялися через Елкхорн за допомогою порому. Після того, як у 1866 році залізниця Union Pacific була побудована на захід від Омахи, необхідно було звести великий міст через Елкхорн.

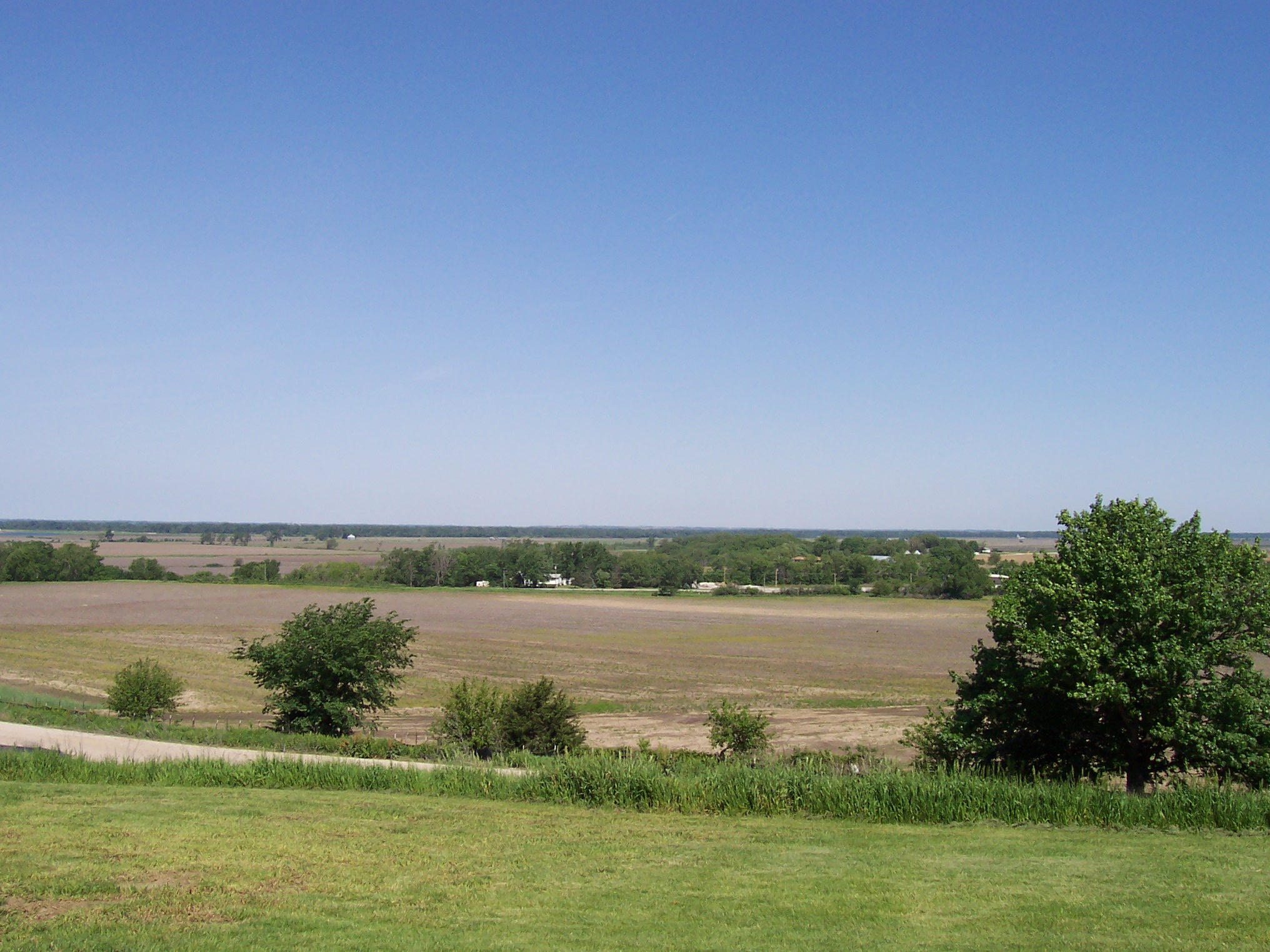
Долина річки Платт на захід від Омахи, штат Небраска

Включно з річкою Норт-Платт річка Платт простягається на 850 миль (1 400 км), з водозбірним басейном близько 90 000 квадратних миль (230 000 км2). Її середньорічна витрата води становить приблизно 3,240 кубічних футів за секунду (92 м³/с). Платт дренує один із найбільш посушливих районів Великих Рівнин, і тому її потік значно менший порівняно з іншими річками подібної довжини в Північній Америці. У часи переселенців Платт часто описували з гумором: «в гирлі — миля завширшки, але всього шість дюймів глибиною». Золотошукачі 1849 року жартували, що вона «занадто густа, щоб пити, але й недостатньо густа, щоб орати». Центральна долина річки Платт є важливою зупинкою для мігруючих водоплавних птахів, таких як журавель американський та журавель канадський, під час їхнього щорічного перельоту Центральним міграційним шляхом. Викопні рештки в долині річки Платт свідчать про те, що ця зупинка для журавлів існує вже понад 10 мільйонів років.
З середини 20-го століття річка значно зменшилася в розмірах. Це частково пов'язано з використанням її вод для зрошення, але значно більшою мірою — із відведенням вод для потреб зростаючого населення Колорадо, яке перевищило здатність місцевих підземних водних ресурсів їх підтримувати.

## Історія

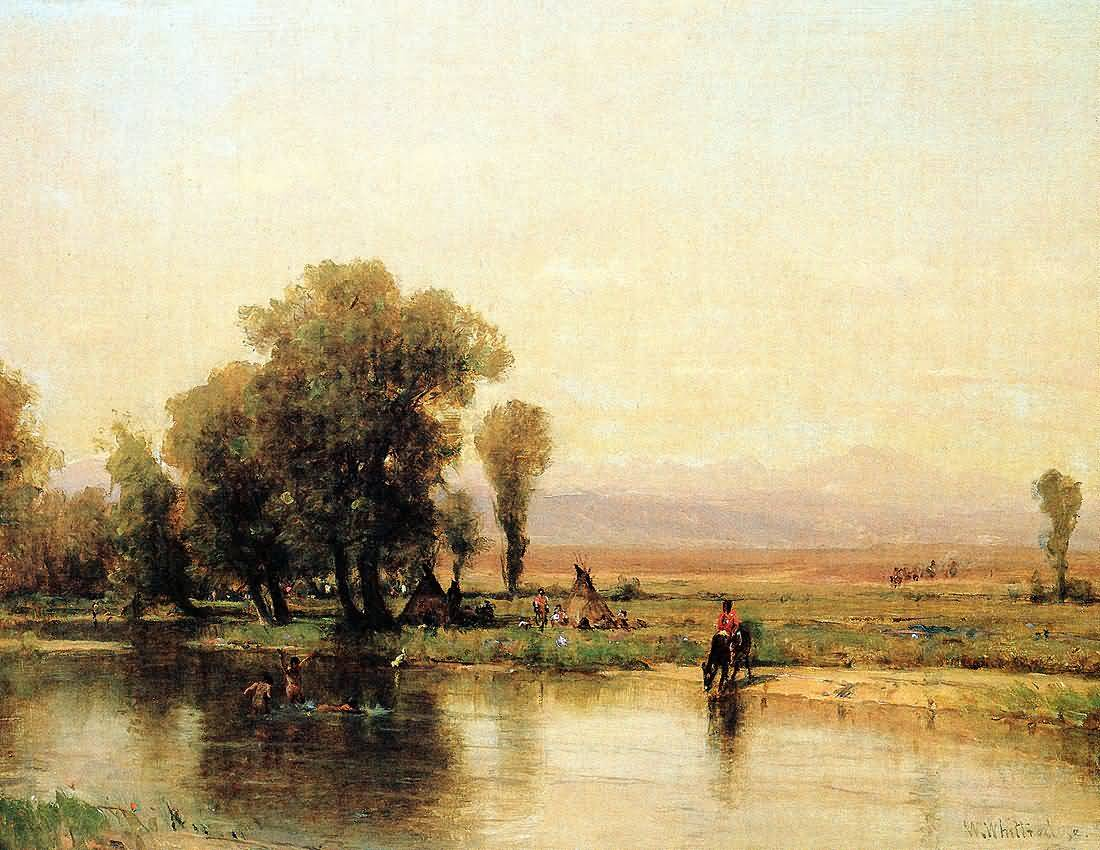
Табір уздовж Платта, Вортінгтон Віттредж

Протягом тисячоліть, ще до прибуття європейських дослідників, уздовж річки Платт періодично проживали представники різних культур корінних народів. Індіанські племена володіли різними територіями в цьому регіоні. Зазвичай вони відвідували різні місцевості в різні пори року, слідуючи за стадами бізонів під час мисливських сезонів. Поява коней, які втекли від іспанських дослідників у 1540-х роках, докорінно змінило життя на Великих Рівнинах. Завдяки коням, корінні народи могли легше слідувати за міграцією бізонів з півночі на південь і назад. До 1870 року через Платт періодично мігрували стада з кількох сотень тисяч бізонів, переміщуючись у пошуках сезонних пасовищ. Тварини часто перепливали річку. Першим відомим європейцем, який побачив Платт, був французький дослідник Етьєн де Веньяр, який назвав її «Небраск'єр» (Nebraskier) на честь її назви мовою племені ото, що означає «плоска вода». Пізніше французи застосували слово plate (що означає «плоский» і вимовляється як «плат» або «плет») для назви цієї річки.
Територія річки Платт, де різні індіанські племена проживали певну частину року, стала об'єктом суперечок між іспанськими та французькими дослідниками, які прагнули контролювати Великі Рівнини. Іспанія оголосила ці землі своїми після експедиції Коронадо в 1541—1542 роках. Хосе Наранджоу, який служив іспанським розвідником і дослідником на Південному Заході, був військовим капітаном іспанських індіанських загонів. До 1714 року (коли французи вперше досягли Платт) він із невеликою групою дослідників уже встиг тричі відвідати цю річку. Згодом він очолив експедицію Вільясура в 1720 році, коли іспанці намагалися зупинити французьке просування на Великі Рівнини. Похід Наранджоу і Вільясура став «найпівнічнішою» іспанською експедицією в центральні рівнини. Проте напад племен пауні та ото розгромив іспанців; уцілілі повернулися до Санта-Фе, Нью-Мексико, після чого Великі Рівнини залишилися під контролем корінних народів.
У результаті Семирічної війни (1756—1763) (так звана франко-індіанська війна в Америці) французи поступилися всіма своїми землями в Північній Америці на схід від річки Міссісіпі на користь британців. Землі на захід від Міссісіпі перейшли під контроль Іспанії. Оскільки на території річки Платт майже не було хутрових звірів, які б зацікавили торгівців, французькі та британські дослідники і мисливці певний час не приділяли уваги цій місцевості. Під час Наполеонівських війн (1803—1815) Франція на короткий час повернула собі землі на захід від Міссісіпі, знову відвоювавши їх у Іспанії.
У 1804 році Наполеон продав землі на захід від річки Міссісіпі Сполученим Штатам у межах купівлі Луїзіани, що майже подвоїло територію США за приблизно $15 мільйонів. У 1820 році армія США доручила майору Стівену Г. Лонгу дослідити та скласти карту району навколо річки Платт. Лонг описав цей регіон як Велику Американську пустелю через брак землі, придатної для легкого обробітку, незважаючи на наявність місцевих мешканців та дикої природи. Через його звіт та інші подібні описи Сполучені Штати спочатку не виявляли великого інтересу до освоєння рівнин. Основною метою переселенців вважалися «родючіші» землі в Орегоні або Каліфорнії, особливо прибережні райони. Мормони обрали для поселення Юту, значною мірою через релігійні переслідування на сході. Різноманітні золоті та срібні поклади привабили нові хвилі переселенців майже до всіх західних штатів.
Шлях корінних американців на захід уздовж річок Платт, Норт-Платт та Світвотер вперше був описаний після його відкриття у 1811 році Вілсоном Прайсом Хантом із експедиції Астора. Він повертався до постів на річці Міссурі з новоствореного форту Асторія на річці Колумбія поблизу Тихого океану. Оскільки в той час у спірній території Орегону було мало американських мисливців та поселенців, його відкриття залишилося майже невідомим і незабаром було забуте.
У 1823 році Джедедая Сміт разом із кількома мисливцями знову «відкрив» цей шлях. Стежка вздовж річок Платт, Норт-Платт та Світвотер стала важливим маршрутом для торговців хутром, які прямували на свої літні Збори в Скелястих горах. У 1824 році мисливці та торговці хутром, які супроводжували каравани мулів з товарами та припасами для гірських мисливців, були одними з перших європейсько-американських груп, що використовували цей маршрут. На зворотному шляху вони везли хутро, призначене для східних ринків. Цей маршрут для торгівлі хутром використовували до приблизно 1840 року.
Приблизно до 1832 року торговці хутром вдосконалили шлях вздовж річок Платт, Норт-Платт та Світвотер, перетворивши його на вибоїсту дорогу для возів від річки Міссурі до річки Грін у Вайомінгу, де проходила більшість Зборів у Скелястих горах. У 1834 році Бенджамін Бонневіль, офіцер армії США, який взяв відпустку, очолив експедицію на захід, фінансовану Джоном Джейкобом Астором. Відомий письменник Вашингтон Ірвінг описав дослідження Бонневіля на заході, що зробило його відомим у США.

Західні шляхи в Небрасці: Мормонський шлях позначений синім кольором; шляхи Орегонського та Каліфорнійського тракту, а також маршрут Поні-Експрес — червоним; альтернативний маршрут Орегонського/Каліфорнійського тракту — червоною пунктирною лінією; менш популярні шляхи — помаранчевим. Річка Платт протікає між Мормонським та Орегонським/Каліфорнійським шляхами. Чорна крапка позначає Форт Керні.

Після торговців хутром уздовж північного та південного берегів річок Платт і Норт-Платт були прокладені основні емігрантські шляхи: Орегонський (1843—1869), Каліфорнійський (1843—1869), Мормонський (1847—1869) та Бозменський (1863—1868). Цю мережу шляхів іноді називають Емігрантськими стежками (або Великою дорогою річки Платт), і всі вони пролягали на захід обабіч річки Платт. Цей маршрут включав усі емігрантські стежки й став важливим шляхом, яким користувалися каравани возів під час розширення Сполучених Штатів на захід після 1841 року. Врегулювання питання з Британією щодо Орегонського кордону у 1846 році, завершення Американо-мексиканської війни у 1848 році, Золота лихоманка в Каліфорнії 1849 року та інші золоті й срібні знахідки швидко привабили нові хвилі переселенців на захід.
Річка Платт на території майбутнього штату Небраска та річка Норт-Платт у Вайомінгу зазвичай мали багато рукавів і островів. Води цих річок часто були надто мілкими, звивистими, багнистими та непередбачуваними для довгих подорожей на каное. Проте долина річки Платт надавала зручний шлях для возів, поступово піднімаючись на захід від річки Міссурі. Маршрут уздовж Платт мав доступ до води, трави, бізонів і «чипсів» бізонів (buffalo 'chips'), які індіанці та переселенці використовували як паливо для вогню. Тривале використання цього шляху корінними народами проклало стежки з обох боків багнистої річки Платт, що простягалася на близько 1,6 км завширшки. Хоча вода Платту була каламутною та неприємною на смак, її можна було використовувати за відсутності кращої альтернативи — достатньо було дати їй відстоятися в відрі близько години, щоб осад осів. Шлях через долину річки Платт пролягав приблизно на 720 км на території сучасної Небраски. Майже всі шляхи з річки Міссурі сходилися до річки Платт або до Форт Керні в центрі штату Небраска. За оцінками істориків, близько 400 000 переселенців пройшли цими шляхами вздовж річки Платт.
Поні-експрес, що діяв з 1860 по 1861 роки, та Перша трансконтинентальна телеграфна лінія, завершена в 1861 році, проходили вздовж колишніх емігрантських шляхів уздовж річки Платт. Завершення будівництва телеграфу поставило Поні-експрес поза грою, оскільки він забезпечував значно швидший зв'язок між сходом і заходом. У 1866 році частина Першої трансконтинентальної залізниці, побудованої компанією Union Pacific, пролягла вздовж річки Платт, розпочавши свій шлях на захід від Омахи. У XX столітті через долину Платт були прокладені шосе Лінкольна, а згодом і автомагістраль Interstate 80. Ці дороги йдуть паралельно річкам Платт та Норт-Платт на більшій частині території Небраски.
Багато великих міст Небраски виникли на річці Платт або поблизу неї, адже вона стала і першим транспортним шляхом. Серед них — Омаха (засноване у 1854 році), Форт Керні (1848), Гранд-Айленд (1857) та Норт-Платт (1869). У 1859 році переселенці побудували перший іригаційний канал, щоб відводити воду з Платту для сільського господарства.
У березні 1924 року Корпус військово-повітряних сил США провів триденну бомбардувальну кампанію, щоб зруйнувати крижаний затор, який загрожував мостам поблизу містечка Норт-Бенд.

## Екосистема

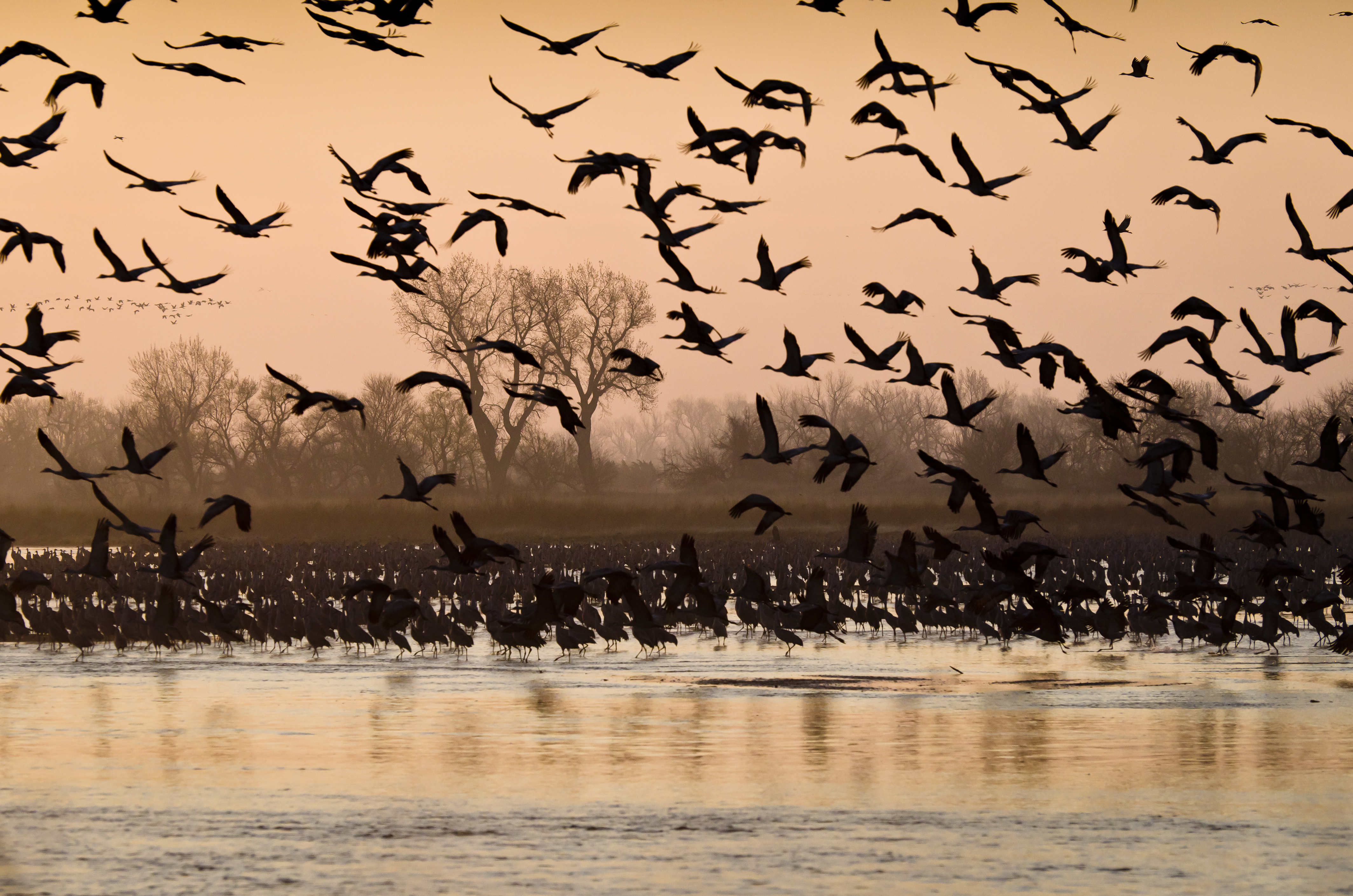
Щороку сотні тисяч канадських журавлів збираються на річці Платт під час весняної міграції, утворюючи великі зграї, які використовують піщані мілини річки як нічний прихисток, а вдень розлітаються до навколишніх полів у пошуках їжі.

Річка Платт лежить у серці Центрального міграційного шляху — основного коридору, що простягається з півночі на південь і слугує маршрутом для перелітних птахів, які мігрують з літніх гніздових територій на півночі (Аляска та Канада) до південних зимівель, а навесні повертаються назад. Серед видів птахів, які користуються цим шляхом, — трубачі, чорнодзьобі лебеді, понад мільйон канадських казарок, білолобі гуси, канадські журавлі, довгодзьобі попелюхи та інші. Також через район річки Платт мігрують, хоч і на коротші відстані, такі види, як білоголові орлани, чаплі та кілька видів качок. Журавель американський, жовтоногий пісочник та карибський крячок — це птахи, що використовують цей міграційний шлях і визнані такими, що перебувають під загрозою зникнення, тому вони охороняються в рамках Партнерства з охорони рідкісних видів річки Платт.
У районі річки Платт поширені великі та малі пучки бородача, просо прутовидне та дерева тополі. Тут також можна зустріти білохвостих оленів та різні види сома, що приваблює численних шанувальників. Район річки Платт завжди був домом для багатьох тварин, але тепер, через урбанізацію та сільськогосподарську діяльність, які призвели до скорочення середовищ існування, їх кількість зменшилася. Канадські казарки пристосувалися до життя на полях, харчуючись залишками зерна, а багато з них оселилися в передміських офісних комплексах, припинивши сезонні міграції.

## Менеджмент і політика

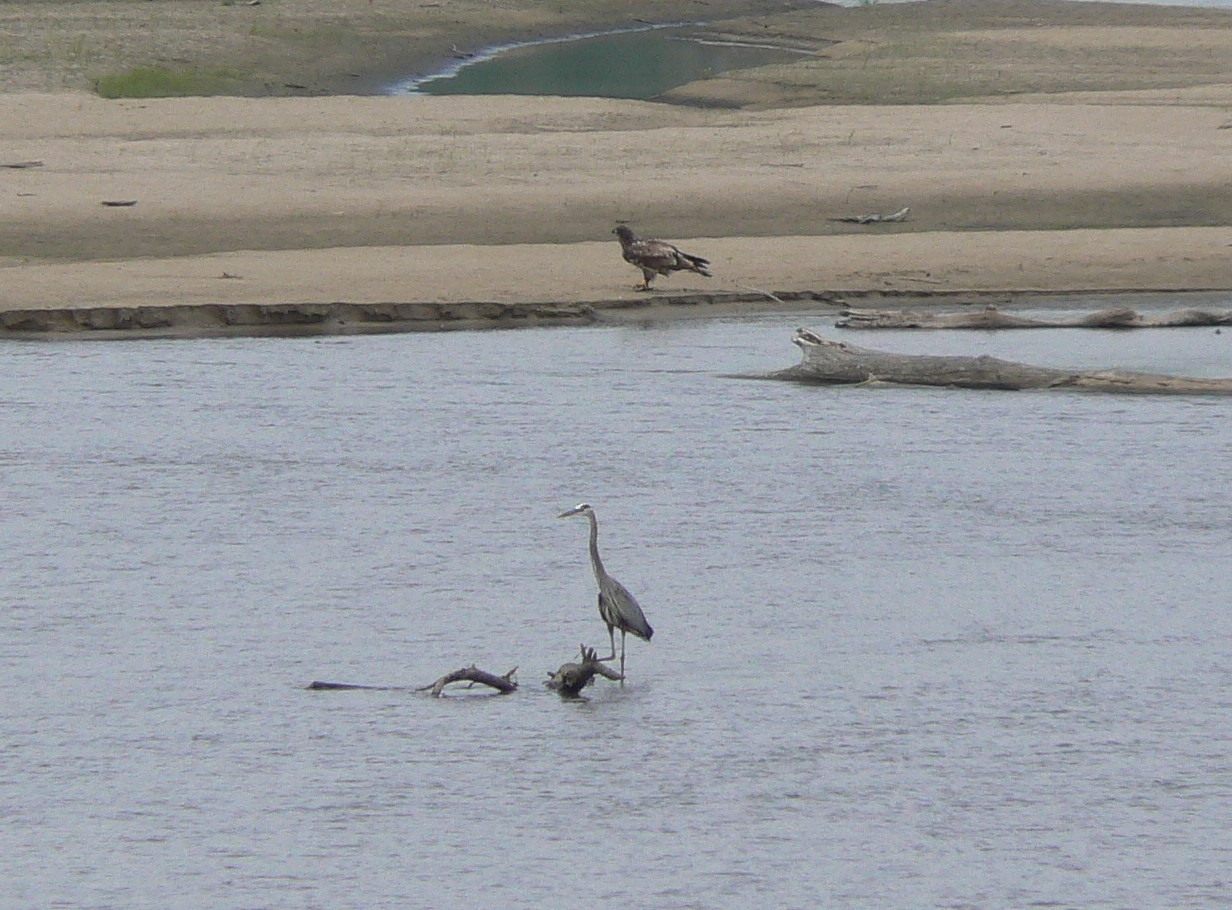
Чапля північна та молодий орлан білоголовий на річці Платт у Небрасці

Річка Платт, яка протікає через посушливу частину Середнього Заходу, була широко перевикористана. Запити на воду з цієї річки перевищували її запаси в «сухі» роки. Згідно зі законами Небраски, річковий басейн, підбасейн або ділянка вважаються перевикористаними, якщо вони є предметом міждержавної угоди про співпрацю між кількома штатами. Якщо штат оголосив мораторій на видачу нових прав на використання поверхневих вод у цій річці, підбасейні або ділянці, і попросив округи природних ресурсів закрити або продовжити вже існуюче закриття частини цього басейну для нових дозволів на водяні свердловини, то вони також можуть тимчасово призупинити буріння нових свердловин на воду. На сьогодні більша частина басейну річки Платт вважається перевикористаною.
Починаючи з 2004 року, ряд зацікавлених сторін з Небраски розпочали дослідження гідрології річки Платт (COHYST). Це дослідження проводилося за допомогою Геологічної служби США та Служби охорони природних ресурсів. Мета дослідження — краще зрозуміти геологію та гідрологію басейну річки Платт від кордонів Колорадо та Вайомінгу до Колумбуса, включаючи басейн Луп. Це поглиблене розуміння може бути використане для розробки політики управління річковою системою, як для потреб людей, так і для збереження вразливих видів, що мешкають у басейні. Станом на жовтень 2009 року дослідження ще тривало.